# Eustathios av Sebaste
Eustathios av Sebaste (grekiska Ἐυστάθιος Σεβαστιανός), död 380, var en fornkyrklig teolog. 
Eustathios var först munk i Pontus och blev 350 biskop i Sebaste i Armenien. Han blev ledare för den framväxande munkrörelsen i Mindre Asien, gav den fastare regler och utbildade en skola av munkar. Viktigt var också, att han gjorde början med prästernas indragande i det munkartade livet. Han blev avsatt bland annat för sin obetingade förkastelse av prästernas äktenskap, men fortsatte med sina anhängare (eustathianerna) en aggressiv kamp för munkidealet. Hans lärjunge och fullbordaren av hans verk var Basileios den store. Om deras relation skrev Friedrich Loofs monografin Eustathius von Sebaste und die Chronologie der Basilius-Briefe. Eine patristische Studie (1898). 